# فالهايم (لعبة فيديو)
فالهايم هي لعبة فيديو من نوع البقاء على قيد الحياة من تطوير Iron Gate Studio. ونشر كوفي ستاين ستوديوز ،  وتم إصدار اللعبة في 2 فبراير 2021 لنظامي التشغيل ويندوز ولينكس على ستيم .  اللعبة مطورة من قبل خمسة أشخاص فقط. 
وتدور احداث قصة اللعبة في عصر الفايكنج، وعلى اللاعبين صياغة الأدوات وبناء الملاجئ ومحاربة الأعداء من أجل البقاء.  تستخدم اللعبة رسومات ثلاثية الأبعاد منمقة مع منظور شخص ثالث ونظام قتالي مستوحى من ألعاب الحركة. كما تم دعم اللعب التعاوني بعدد يصل إلى تسعة أشخاص، تحتوي اللعبة على مناطق حيوية متعددة بها أعداء مختلفون وعناصر متاحة مع تقدم اللاعب خلال اللعبة.

## روابط خارجية
- الموقع الرسمي